# Incendio forestal de Fort McMurray

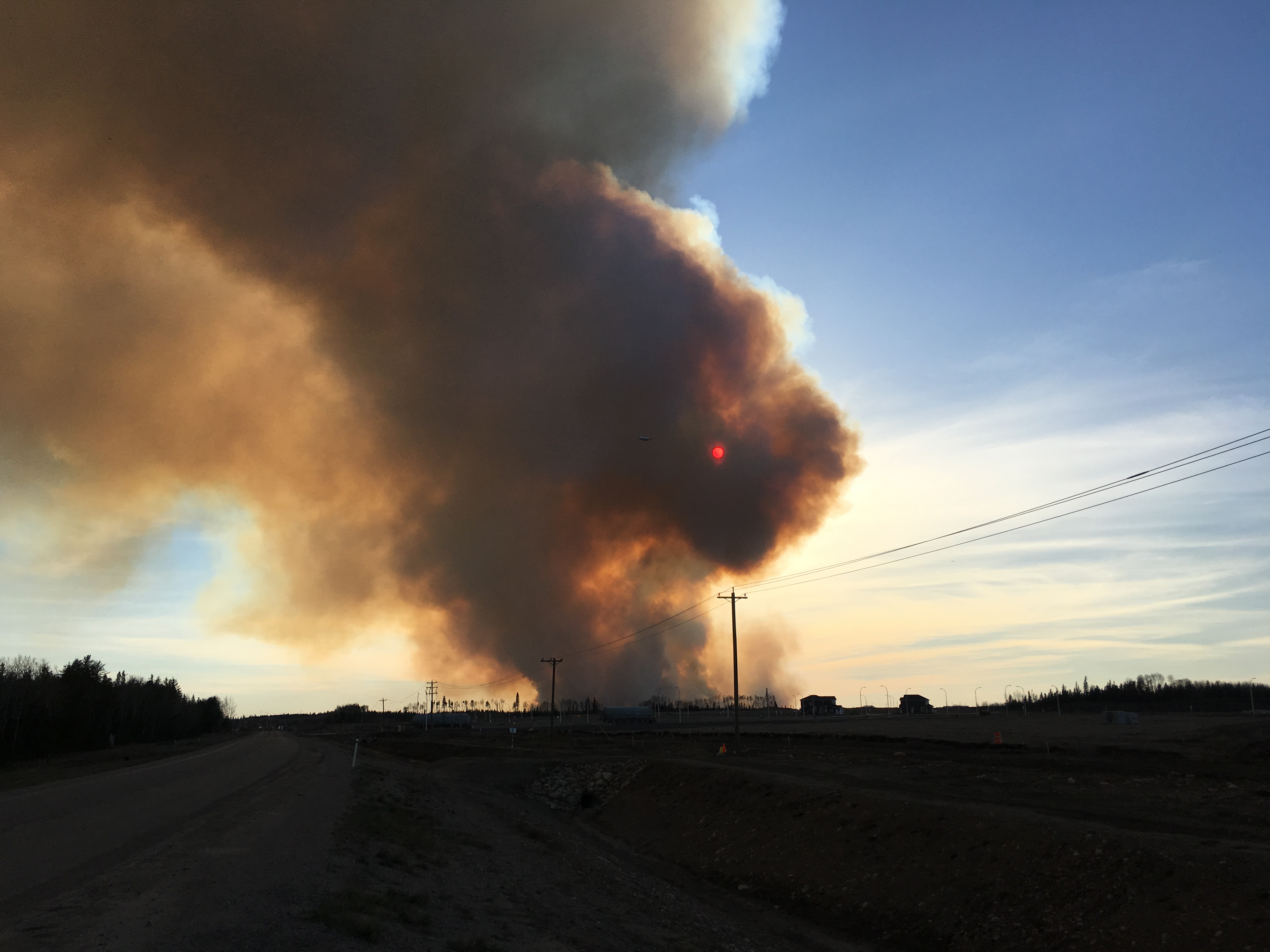
Vista del incendio el 1 de mayo.

El incendio de Fort McMurray fue un incendio forestal que se declaró el 1 de mayo de 2016 en el sector de servicios urbanos de Fort McMurray de la municipalidad regional de Wood Buffalo, en Alberta, en el oeste del Canadá. El incendio tomó rápidamente grandes proporciones hasta el punto de amenazar seriamente la localidad, decidiendo las autoridades evacuarlo en casi su totalidad; aproximadamente 100 000 habitantes están implicados en la evacuación.
Pese a ser el mayor incendio forestal canadiense de la época de la que se tiene documentación (década de 1960 al presente),  los anuales incendios forestales del país entre 1750 y 1850 fueron siempre entre el doble y diez veces más extensos.

## Progresión del incendio
A raíz del incendio forestal accidental que se declaró el 1 de mayo de 2016 en el suroeste de la ciudad de Fort McMurray, ese mismo día las autoridades dieron la orden de evacuación de los lugares llamados Prairie Creek y Gregoire. Ante la magnitud del incendio, que progresó debido a las condiciones meteorológicas favorecedoras (temperaturas elevadas para la estación del año, fuertes vientos y débil grado de higrometría), las autoridades decretaron el 4 de mayo la evacuación de las localidades de Anzac, Gregoire Lake Estates y, Fort McMurray First Nation, que representan aproximadamente unas 88 000 personas. El avance del incendio prosiguió, sumando, a fecha del 5 de mayo, 101 00 hectáreas calcinadas y 2000 viviendas destruidas en diferentes lugares de la aglomeración urbana de Fort McMurray, a pesar de la intervención de grandes efectivos antincendios, incluyendo la movilización del ejército canadiense.

### Sábado 7 de mayo
El incendio duplicó su tamaño de forma alarmante en un día (sábado día 7) y las autoridades advirtieron que la situación en la región bituminosa de Alberta era «muy peligrosa» e «impredecible». El incendio había arrasado más de 200 000 hectáreas hacia la medianoche del sábado día 7 de mayo.

## Impacto

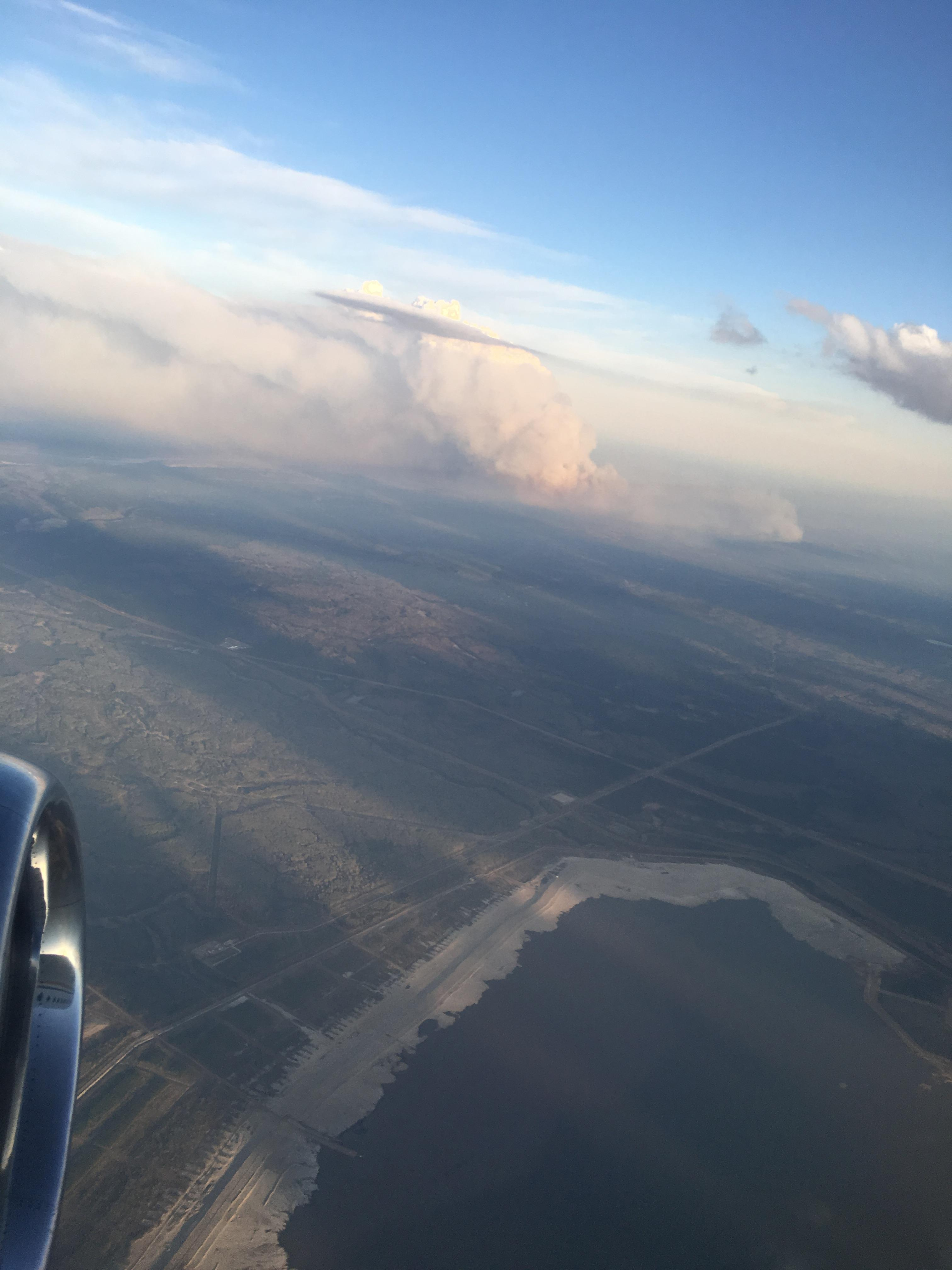
Vista aérea

### Barrios
A las 5:15 p. m. MDT del 5 de mayo de 2016, la Municipalidad Regional de Wood Buffalo había notificado los siguientes daños en las comunidades de Fort McMurray:
- Aeropuerto - daños menores en las estructuras exteriores, infraestructuras primarios intactos
- Abasand - 50 por ciento de pérdida de viviendas
- Beacon Hill - Pérdida del 70 por ciento de los hogares
- Dickinsfield - Dos casas destruidas
- Centro - Una casa perdida
- Draper - Se están evaluando los daños
- Grayling Terrace - Cuatro casas destruidas y seis con daños
- Gregoire - No se ve afectado
- Norte Parsons - Escuela sin terminar destruida
- Saline Creek - No se ve afectado
- Saprae Creek - aproximadamente el 30 por ciento con daños significativos
- Stone Creek - Zona de fuego activo
- Timberlea - 13 remolques perdidos
  - Blackburn Drive - Tres incendios de estructuras
  - Walnut Crescent - aproximadamente 15 incendios de estructuras
- Thickwood - Una casa destruida
- Waterways - 90 por ciento de pérdida de viviendas
- Wood Buffalo - alrededor de 30 casas destruidas